# Los demonios del Edén
Los demonios del Edén. El poder que protege a la pornografía infantil es un libro publicado en 2004 por la periodista mexicana Lydia Cacho que trata el problema de la pornografía y la prostitución infantil. Cacho investiga, revela testimonios y da nombres de algunos responsables, de encumbrados promotores y poderosos protectores de una gran red de corrupción y explotación infantil que se encuentran tanto dentro de la industria como en la política de México.
Este problema que radica en la actualidad en México y en buena parte del mundo, es estudiado y analizado por la periodista. Salen a relucir los nombres de un millonario hotelero con poderosos intereses en Cancún, Jean Succar Kuri, de 60 años, que se hallaba detenido por esos días en Chandler, Arizona por agentes de la U.S. Marshall en cumplimiento de una orden de detención generada por la Procuraduría General de la República (PGR). Del mismo modo, aparecen nombres de amistades y protectores de Kuri, amistades tan efectivas que aparentemente lograron motivar al gobernador de Puebla, Mario Marín para que actuara y que, con singular presteza moviera los hilos en el poder judicial para virtualmente secuestrar, hostigar y amenazar a la periodista.

## Antecedentes del Libro
En 2003, Cacho escribió artículos sobre el abuso sexual de menores para el periódico Por Esto, incluyendo una nota sobre una niña abusada por el dueño de un hotel local, el empresario méxico-libanés Jean Succar Kuri.

En su investigación encuentra una red de prostitución y pornografía infantil en el estado de Quintana Roo y una red de corrupción que protegía el abuso sexual de menores en Cancún por parte de empresarios conocidos y funcionarios públicos.

Cacho reúne los testimonios de las víctimas, fotografías y documentos oficiales, incluso grabaciones de video y voz para escribir la historia de estas redes. 
Sintiendo que la policía local no había actuado sobre la denuncia de la niña, Cacho publicó esta historia en el libro “Los demonios del Edén” en 2005, mencionando a los políticos Emilio Gamboa Patrón y Miguel Ángel Yunes Linares como involucrados, y acusando a Kamel Nacif Borge, un empresario de Puebla, de proteger a Jean Succar Kuri.

## Sucesos
Jean Succar Kuri asegura de voz propia en el video grabado que siempre ha violado a niñas, aun de cinco años de edad. A Gloria, su esposa actual, la conoció en Acapulco cuando tenía 5. Succar pasaba dos semanas de cada mes en Cancún desde hace 20 años. El resto del tiempo viajaba a Los Ángeles, California, a Las Vegas, Nevada, a Hong Kong, y a donde sus negocios lo llevaran para traer consigo cuantiosas sumas de dinero en efectivo.

## Jean Succar Kuri
Jean Thouma Hannah Succar Kuri nació en Becharré, Líbano, el 19 de septiembre de 1944. En su adolescencia viajó a México y arribó a Guanajuato a hospedarse en casa de sus tíos. En 1985 llegó a Cancún.
Comenzó con una fuente de sodas en el aeropuerto de Cancún y un par de tiendas de playeras baratas para turistas. Años después era propietario de 50 villas y operador del Hotel Solymar. Tenía a su nombre tres tiendas de artesanías en el aeropuerto de Cancún y hasta la fecha es dueño del restaurante central del mismo aeropuerto, concesión que consiguió por medio de su amigo Alejandro Góngora. Asimismo, es propietario de un restaurante en Los Ángeles y de una mansión en esa misma ciudad estadounidense. Desde mediados del 2004 fue detenido en Chandler Arizona, a petición de la PGR y de Interpol; y sigue esperando juicio de extradición para ser juzgado en México.
El 26 de marzo de 2005 el juez federal Amado Chiñas, denegó al méxico-libanés Jean Succar Kuri el amparo solicitado por sus abogados estadounidenses para liberar sus cuentas bancarias por más de 20 millones de dólares y fue finalmente sentenciado en 2011 a 112 años de prisión por los delitos de pornografía infantil y corrupción de menores.
El lavado de dinero, la pornografía infantil y la protección política de este personaje, quien fuera sentenciado finalmente en 2011 a 112 años de prisión según los medios, develan un secreto hasta hace poco tiempo muy bien guardado; un secreto que incluye la protección de hombres de poder y explica cómo surge un grupo de crimen organizado, sin que la sociedad se entere hasta que ya es demasiado tarde.
Según declaraciones del propio general Rafael Macedo de la Concha, la PGR investiga a Succar Kuri por ofrecer a niñas por vía cibernética para hacer una red de turismo sexual infantil.
El 14 de junio de 2024, Jean Succar Kuri falleció a los 79 años de edad en Cancún, Quintana Roo, México, a causa de una insuficiencia cardíaca.

## Represalias
Lydia Cacho fue acusada ante las autoridades de Puebla por el empresario méxico-libanés Kamel Nacif Borge por los delitos de difamación y calumnias el 22 de junio de 2005,  fue detenida por la policía judicial poblana que la trasladó a Cancún Quintana Roo el 16 de diciembre de 2005 y llevada vía terrestre a la ciudad de Puebla por órdenes de la juez Rosa Celia Pérez González, permaneció arrestada por casi 30 horas, siendo liberada tras pagar una fianza de $106,000 pesos (unos $8,800 dólares estadounidenses).
El 17 de enero de 2006 la escritora es absuelta del delito de calumnia tras una apelación de sus abogados ante el Tribunal Superior de Justicia de Puebla (TSJP), pero continúa sujeta a proceso de difamación.

## La autora
Lydia María Cacho Ribeiro (Ciudad de México, 12 de abril de 1963) es Periodista, escritora, feminista, conferencista y activista de los derechos humanos.
Lydia Cacho ha recibido importantes reconocimientos al viajar alrededor del mundo para investigar crímenes y desarrollar herramientas sociales que ofrezcan soluciones reales ante la complejidad de los problemas que desencadenan. En el transcurso de dichos viajes utiliza sus habilidades como autora, reportera internacional de los derechos humanos y su experiencia en la fundación de albergues para mujeres y niños que son víctimas de violencia y trata de personas. Lydia Cacho ha recibido reconocimientos y galardones internacionales por su labor al realizar acercamientos para enseñar nuevas técnicas de cómo enfrentar la esclavitud y la trata de personas en todo el mundo.